# Homertturm
Der Homertturm ist ein 22 Meter hoher Aussichtsturm auf dem 538,3 m ü. NHN hohen Berg Homert. Er befindet sich im Süden des Lüdenscheider Stadtgebiets im Naturpark Ebbegebirge.
Der Lüdenscheider Stadtbaumeister Falkenroth fertigte die Pläne für den 1894 errichteten Bau. Bauherr war die erst 1891 gegründete Abteilung Lüdenscheid des Sauerländischen Gebirgsvereins (SGV). Neben der Homert war zunächst auch der näher an der Stadt gelegene Berg Höh als Standort im Gespräch, jedoch entschied man sich per Abstimmung für den schließlich bebauten Standort.

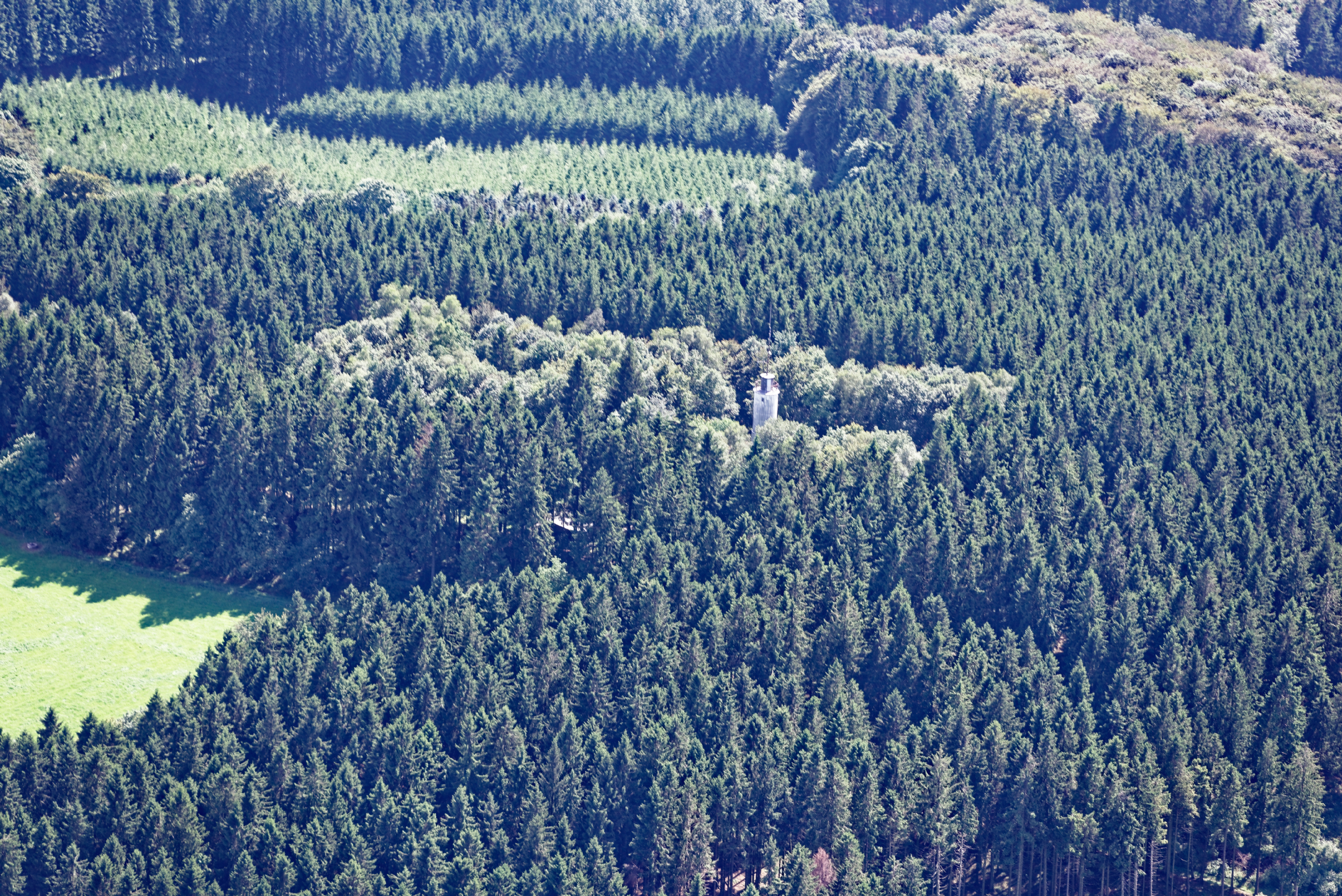
Der Homertturm im Wald

Der Homertturm hatte zunächst ein repräsentatives Erscheinungsbild und besaß Stilelemente des Historismus. Für Zierelemente wurde Rotsandstein verwendet, welcher in der näheren Umgebung keine Vorkommen besitzt und einen teuren Transport erforderte. 
In den 1960er-Jahren wurde der Turm mit Asbestbetonplatten verkleidet, welche bis heute sein Erscheinungsbild bestimmen.
Von der Aussichtsgalerie ergibt sich ein Rundblick über das Märkische Sauerland und bis hinein in das Bergische Land im Westen. Im Süden begrenzt das Ebbegebirge das Panorama, während sich in unmittelbarer Nachbarschaft die Versetalsperre und auch die Bundesautobahn 45 befinden.
Der Homertturm wird nach wie vor vom Sauerländischen Gebirgsverein unterhalten.